# Ouratea engleri
Ouratea engleri är en tvåhjärtbladig växtart som beskrevs av Van Tiegh.. Ouratea engleri ingår i släktet Ouratea och familjen Ochnaceae. Inga underarter finns listade i Catalogue of Life.